# Belco Samassékou
Pour les articles homonymes, voir Samassékou.
Belco Samassékou, née le 7 juin 1970 à Mopti, est une femme politique malienne.

## Biographie
Belco Samassékou, comptable de formation, est membre du Rassemblement pour le Mali. Elle est la présidente du Réseau de lutte contre le VIH/Sida et la tuberculose au Mali. Membre du Parlement panafricain, elle est élue députée à l'Assemblée nationale aux élections législatives maliennes de 2013 ainsi qu'aux élections législatives maliennes de 2020 dans le cercle de Mopti,. Elle est nommée 2e questeur du bureau de l'Assemblée nationale. L'Assemblée nationale est dissoute le 19 août 2020 après un coup d'État.